# Ольшанский, Андрей Владимирович
Андре́й Влади́мирович Ольша́нский (род. 24 января 1978) — российский легкоатлет, специалист по стипль-чезу. Выступал на профессиональном уровне в 1998—2011 годах, член сборной России, обладатель бронзовой медали Универсиады в Тэгу, многократный призёр первенств национального значения, участник чемпионата мира в Хельсинки. Представлял Москву и Волгоградскую область. Мастер спорта России международного класса.

## Биография
Андрей Ольшанский родился 24 января 1978 года.
Занимался лёгкой атлетикой в Волгограде и в Москве, проходил подготовку под руководством тренеров Михаила Павловича Улымова и Юрия Семёновича Куканова.
Первого серьёзного успеха на взрослом всероссийском уровне добился в сезоне 1998 года, когда на зимнем чемпионате России в Москве выиграл бронзовую медаль в беге на 3000 метров с препятствиями.
В 1999 году на другом зимнем чемпионате России в Москве вновь взял бронзу в стипльчезе.
В 2000 году на аналогичных соревнованиях в Волгограде добавил в послужной список ещё одну награду бронзового достоинства.
В 2001 году на чемпионате России в помещении в Москве стал серебряным призёром в стипльчезе.
В 2002 году получил серебро на зимнем чемпионате России в Волгограде и бронзу на летнем чемпионате России в Чебоксарах.
На чемпионате России 2003 года в Туле выиграл серебряную медаль. Будучи студентом, представлял страну на Всемирной Универсиаде в Тэгу — в программе бега на 3000 метров с препятствиями с результатом 8:39.62 завоевал бронзовую награду.
В 2005 году стал серебряным призёром в дисциплине 4 км на весеннем чемпионате России по кроссу в Жуковском, в стипльчезе финишировал пятым на Кубке Европы во Флоренции и вторым на чемпионате России в Туле, тогда как Европейском легкоатлетическом фестивале в Быдгоще установил свой личный рекорд — 8:19.68. Благодаря череде удачных выступлений удостоился права защищать честь страны на чемпионате мира в Хельсинки — здесь на предварительном квалификационном этапе показал результат 8:54.04 и в финал не вышел.
В 2008 году на чемпионате России в Казани занял четвёртое место (позднее в связи с допинговой дисквалификацией Романа Усова переместился в итоговом протоколе на третью позицию).
В 2010 году стал третьим на чемпионате России в Саранске (после дисквалификации Ильдара Миншина поднялся на второе место).
Завершил спортивную карьеру по окончании сезона 2011 года.
За выдающиеся спортивные достижения удостоен почётного звания «Мастер спорта России международного класса».